# Майшукур
Майшуку́р (каз. Майшұқыр) — село у складі Коргалжинського району Акмолинської області Казахстану. Адміністративний центр Майшукирського сільського округу.
Населення — 200 осіб (2021; 209 у 2009, 461 у 1999, 1264 у 1989).
Національний склад станом на 1989 рік:
- казахи — 100 %.